# 塔尔图斯省
塔爾圖斯省（阿拉伯語：مُحافظة طرطوس）是敘利亞西部的一個省，西面地中海，南鄰黎巴嫩。面積1,892平方公里，2014年人口1,550,000人。首府塔爾圖斯。下分5區。